# Ophionotus hexactis
Ophionotus hexactis är en ormstjärneart som först beskrevs av E.A. Smith 1876.  Ophionotus hexactis ingår i släktet Ophionotus och familjen fransormstjärnor. Inga underarter finns listade i Catalogue of Life.